# La scoperta di Milano
(Giovannino Guareschi)
La scoperta di Milano è il primo libro pubblicato da Giovannino Guareschi ("il Guareschi senza baffi", lo definirà Oreste Del Buono, con riferimento al fatto che venne pubblicato prima dell'internamento dell'autore durante la Seconda guerra mondiale, a seguito del quale, appunto, decise il cambio di immagine).
È il racconto romanzato dell'approdo dell'autore a Milano e in particolar modo dell'innamoramento con la moglie.
Possiamo inserirlo nel solco del Corrierino delle famiglie pubblicato sul Bertoldo.

## Edizioni
- Giovannino Guareschi, La scoperta di Milano, Rizzoli.